# Roe (Arkansas)
Roe es un pueblo ubicado en el condado de Monroe en el estado estadounidense de Arkansas. En el Censo de 2010 tenía una población de 114 habitantes y una densidad poblacional de 244,53 personas por km².

## Geografía
Roe se encuentra ubicado en las coordenadas 34°37′53″N 91°23′9″O / 34.63139, -91.38583. Según la Oficina del Censo de los Estados Unidos, Roe tiene una superficie total de 0.47 km², de la cual 0.47 km² corresponden a tierra firme y (0%) 0 km² es agua.

## Demografía
Según el censo de 2010, había 114 personas residiendo en Roe. La densidad de población era de 244,53 hab./km². De los 114 habitantes, Roe estaba compuesto por el 87.72% blancos, el 8.77% eran afroamericanos, el 0% eran amerindios, el 0% eran asiáticos, el 0% eran isleños del Pacífico, el 0% eran de otras razas y el 3.51% pertenecían a dos o más razas. Del total de la población el 2.63% eran hispanos o latinos de cualquier raza.